# Unión de la Juventud de Saguía el Hamra y Río de Oro
La Unión de la Juventud de Saguía el-Hamra y Río de Oro (UJSARIO) o Unión de la Juventud Saharaui, es la organización juvenil del Frente Polisario. 

## Historia y organización
La UJSARIO se fundó en 1984, a partir de la unión de la UESARIO, una asociación de estudiantes, y los jóvenes militantes del Frente Polisario. Su centro de operaciones radica en los campamentos de refugiados saharauis en Tinduf, Argelia, al tiempo que organiza a los jóvenes y estudiantes de la comunidad de exiliados.
Es la organización responsable de promover el interés de los jóvenes en el POLISARIO y en la República Árabe Saharaui Democrática. La UJSARIO, como expresión juvenil del POLISARIO, tiene como objetivo la culminación del proceso de descolonización e independencia del Sáhara Occidental. La asociación también facilita los intercambios y vacaciones juveniles en el extranjero. Desde 2006, la UJSARIO organiza conjuntamente con organizaciones sin ánimo de lucro un foro de "Diálogo Religioso por la Paz" en los campamentos de refugiados, con presencia de imanes, sacerdotes, obispos y profesores de distintos países. Asimismo, desde 2020, la UJSARIO organiza Foros Juveniles Internacionales de Solidaridad con el Sáhara Occidental con presencia de varias organizaciones políticas y cívicas internacionales.

### Secciones
La actividad de la UJSARIO comprende el trabajo en distintas estructuras y organizaciones de masas: 
- La Unión de Estudiantes de Saguía el-Hamra y Río de Oro (UESARIO), con presencia en Argelia, Cuba, Italia, Libia y España.
- La Organización de Mujeres Jóvenes Saharauis.
- "Nosotros Somos Capaces", organización fundada en los campamentos de refugiados saharauis en 2013 en torno a los intereses de las personas discapacitadas.
- Secciones juveniles en las wilayas de los campamentos de Tinduf, en las instituciones de la RASD, en los territorios ocupados y en el exilio en Europa.[7]
- La Liga de Estudiantes y Jóvenes Saharauis en España.[8][9]
- Grupos del movimiento scout.
- Grupos de voluntarios y organizaciones de solidaridad, como la Juventud Activa Saharaui (España).

## Afiliación internacional
La UJSARIO forma parte de diversas organizaciones internacionales:
- Federación Mundial de la Juventud Democrática (FMJD).
- Unión Internacional de Juventudes Socialistas (UIJS).
- Unión Africana de la Juventud.
- Movimiento Panafricano de la Juventud.
- Juventud para el Desarrollo y la Cooperación.
- Unión General de Estudiantes Árabes.
- Movimiento Internacional de los Halcones e Internacional Socialista de la Educación (MIH-ISE).
- Consejo de la Juventud de España.[10]

## Secretarios generales
| Período     | Secretario/a General |
| ----------- | -------------------- |
| 2005 - 2013 | Musa Salma           |
| Desde 2013  | Zein Sidahmed        |